# Jan Nepomucen Boreyko
Jan Nepomucen Boreyko herbu Kościesza odmiana – podkomorzy mohylewski, porucznik 6. Brygady Kawalerii Narodowej w 1790 roku.
Wziął udział w wojnie polsko-rosyjskiej 1792 roku, odznaczony Orderem Virtuti Militari w 1792 roku.